# Proband
Een proband, probandus of probanda is bij genealogisch onderzoek de persoon die als uitgangspunt wordt gebruikt. De Latijnse benamingen probandus en probanda worden soms gebruikt bij respectievelijk mannelijke en vrouwelijke personen. Bij een kwartierstaat wordt  de proband ook wel de kwartierdrager of kwartierdraagster genoemd.

## Toepassing
Bij een genealogie of parenteel met de afstammelingen van Willem de Zwijger is Willem de Zwijger de proband. Hierbij worden van de proband de kinderen, kleinkinderen, achterkleinkinderen enz. in kaart gebracht.
Bij een kwartierstaat met de voorouders van prinses Beatrix is Beatrix de proband. Hierbij worden van de proband de ouders, grootouders, overgrootouders enz. in kaart gebracht.